# Świadomość marki
Świadomość marki – miernik znajomości marki. Zazwyczaj badania świadomości marki przeprowadza się metodą CATI, czyli drogą wywiadów telefonicznych. Można też przeprowadzać metodą PAPI czyli papierowymi wywiadami kwestionariuszowymi, lub poprzez CAWI – czyli wywiady internetowe.
Można wyróżnić cztery poziomy świadomości marki:
1. nieświadomość istnienia marki
2. rozpoznawanie marki – konsument rozpoznaje daną markę dopiero będąc w trakcie zakupów, poziom porównywany ze świadomością wspomaganą
3. pamiętanie marki – po pojawieniu się potrzeby, konsument przywołuje z pamięci markę, poziom świadomości spontanicznej
4. priorytet marki w świadomości – konsument wymienia markę na pierwszym miejscu, poziom świadomości TOM

## Wskaźniki świadomości marki
Najważniejsze wskaźniki świadomości marki to:
- Świadomość spontaniczna (ang. spontaneous brand awareness), czyli procent grupy docelowej, który bez pomocy ankietera jest w stanie podać nazwę marki, pokazuje pole wyboru klienta. Polem tym jest zwykle kilka marek (3-6), które dla konsumenta maja największe znaczenie podczas dokonywania wyboru spośród całej kategorii produktowej. Do pola tego należy również marka top-of-mind.
- Świadomość wspomagana, czyli procent grupy docelowej, który deklaruje znajomość marki po jej wyczytaniu przez ankietera.
- Świadomość TOM (ang. top-of-mind) czyli procent grupy docelowej wskazujący daną markę jako pierwszą w badaniu (pierwsza, która przyjdzie do głowy respondentowi). Wysoka wartość top-of-mind marki X wyrażona w procentach mówi jak duży odsetek badanych respondentów rozważa markę X jako pierwszą podczas decydowania o zakupie produktu.

Badaniom podlegają także:
- spontaniczna świadomość reklamy.

Z uwagi na mnogość marek na rynku badania przeprowadzane są dla poszczególnych kategorii lub podkategorii rynkowych.
Zmiany wyżej wymienionych świadomości często są celami kampanii reklamowej.

## Budowanie świadomości marki
Budowanie świadomości marki (ang. branding) jest techniką marketingową polegająca na kreowaniu i utrwalaniu w umysłach konsumentów faktu istnienia oraz pozytywnego wizerunku konkretnej marki.
Aby sprzedać skutecznie swoje produkty czy usługi przekaz reklamowy musi być spójny oraz skierowany do konkretnej grupy docelowej. Przekaz taki jest częścią procesu zwanego brandingiem.
Najczęściej stosowane metody budowania świadomości marki to dobór odpowiedniej nazwy marki, logo, hasła reklamowego, adresu strony internetowej, ogólnego wzoru wyglądu oraz przekazu materiałów reklamowych. Wszystkie te sposoby muszą być ze sobą powiązane, stanowić spójną całość przekazu marketingowego, oraz być skierowane do konkretnej grupy docelowej.